# Everything I’m Not
Az Everything I’m Not a The Veronicas második, 2005-ben megjelent kislemeze debütáló, The Secret Life of… című albumukról. A dal hetedik lett az ARIA listáján, és 35 000 eladott példány után az arany minősítést is elérte.
A 2007-es Bratz című film előzetesében játszották a dalt.
A Digital Spy korábban úgy vélekedett, a szám az együttes harmadik kislemezeként jelenik meg az Egyesült Királyságban, viszont ez a mai napig nem valósult meg.

## Kereskedelmi fogadtatás
Az Everything I’m Not 2005. november 22-én jelent meg Ausztráliában. 2005 decemberében debütált az ausztrál kislemezlistán, 13. hellyel. Nyolc hét után a dal elérte legjobb, hetedik helyezését 2006 januárjában, ahol csak egy hétig állt, majd fokozatosan haladt lefelé a listán. The single was certified gold with shipments of over 7,500 copies.
Új-Zélandon a kislemez 10. helyen maradt, viszont a kislemezlistán csak kilenc hétig maradt, majd a 21. hely után eltűnt. Európában Belgium egyik listáján harmadik lett.

## Élő előadások
A The Veronicas az Everything I’m Notot olyan műsorokon adta elő, mint a Dancing with the Stars, The Panel, Sunrise, Live at the Chapel és 2006 ARIA Music Awards. A Sessions@AOL felvételei között is megtalálható a dal, illetve 2009-ben a Capital FM műsorán adták elő a számot. 2009. szeptember 10-én az Oxford Art Factory-n adták elő a számot Paddingtonben.

## Videóklip
A dalhoz tartozó videóklipben a The Veronicas énekli a dalt, miközben Lisa egy volt barátjának, Ryannek autója ronccsá válik. A férfi dühében földhöz vágja mobiltelefonját. A rendőrség végül megtalálja a lányokat.

## Megjelenési forma és számlista
- CD kislemez

1. Everything I'm Not – 3:23
2. 4ever (Claude le Gache Extended Vocal) – 7:17
3. 4ever (Mac Quayle Break Mix) – 7:20

- Amerikai promo maxi kislemez

1. Everything I'm Not (Jason Nevins Extended Mix) – 6:11
2. Everything I'm Not (Jason Nevins Remix Edit) – 3:11
3. Everything I'm Not (Jason Nevins Electromagnetic Dub) – 6:12
4. Everything I'm Not (Claude le Gache Club Mix) – 7:09
5. Everything I'm Not (Claude le Gache Edit) – 3:59
6. Everything I'm Not (Claude le Gache Mixshow) – 6:01
7. Everything I'm Not (Eddie Baez Mix) – 8:59

Remix EP
1. Everything I'm Not (Jason Nevins Remix Edit) – 3:30
2. Everything I'm Not (Claude Le Gache Edit) – 3:59
3. Everything I'm Not (Claude Le Gache Mixshow) – 6:02

Remix EP (DJ változat)
1. Everything I'm Not (Jason Nevins Extended Mix) – 6:12
2. Everything I'm Not (Jason Nevins Electromagnetic Dub) – 6:13
3. Everything I'm Not (Claude Le Gache Club Mix) – 7:08
4. Everything I'm Not (Eddie Beez Mix) – 8:57

iTunes EP
1. Everything I'm Not – 3:22
2. Everything I'm Not (Claude le Gache Mixshow) – 6:02
3. 4ever (E Smoove Club) – 7:17
4. 4ever (Claude le Gache Dub) – 7:16

## Megjelenések
| Ország           | Dátum              | Formátum           |
| ---------------- | ------------------ | ------------------ |
| Ausztrália       | 2005. november 22. | CD kislemez        |
| Egyesült Államok | 2006 május         | CD kislemez        |
| Egyesült Államok | 2006. június 13.   | Digitális letöltés |
| Egyesült Államok | 2006. február 28.  | iTunes EP          |